# Slovenská řeckokatolická církev

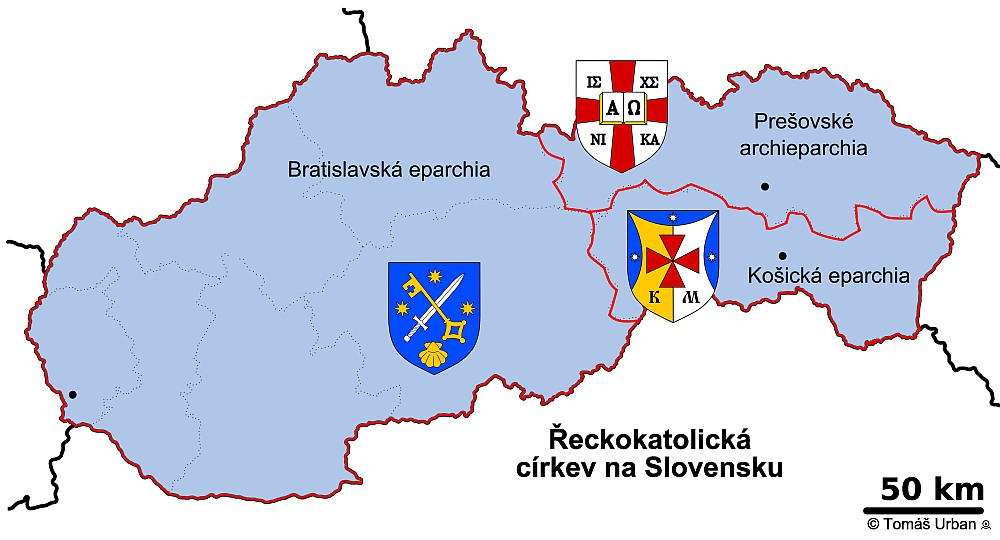
Přehled slovenských eparchií a jejich znaky

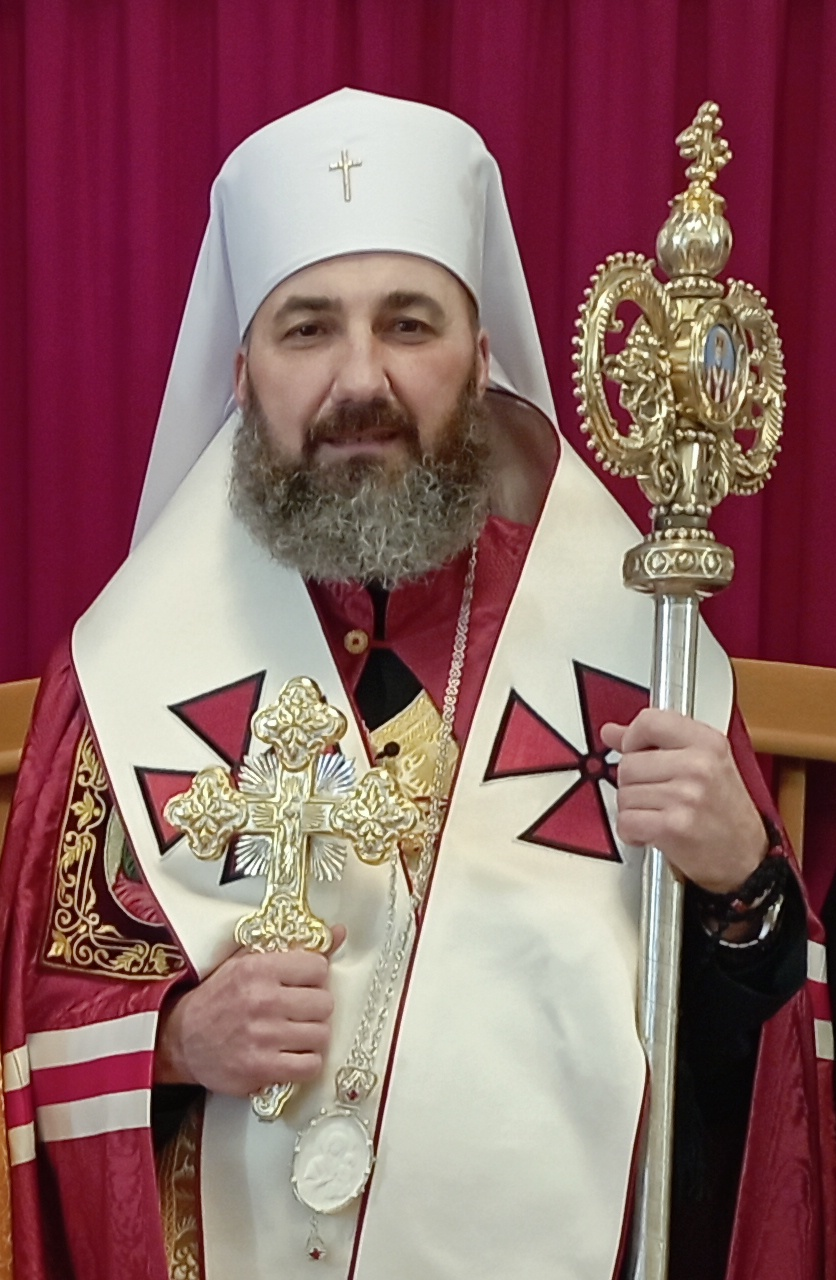
Jonáš Maxim, prešovský arcibiskup a metropolita (2024)

Slovenská řeckokatolická církev je jedna z východních katolických církví užívajících byzantský ritus. Od 30. ledna 2008 je tvořena třemi slovenskými eparchiemi (metropolitní archieparchií prešovskou a eparchiemi košickou a bratislavskou) a kanadskou Torontskou slovenskou řeckokatolickou eparchií (jen do roku 2022).
Podle sčítání lidu z roku 2001 se k ní hlásilo 219 831 (4,09 %) obyvatel Slovenska. Podle sčítání z roku 2011 to bylo 206 871 věřících (3,83 % obyvatel Slovenska). Počtem věřících je sice na Slovensku podstatně slabší než římskokatolická církev, na druhé straně má na rozdíl od ní nadbytek kněží a je považována za církev sílící. Slovenští řeckokatoličtí biskupové mají vlastní Radu hierarchů a také vytváří společně s římskokatolickými biskupy Konferenci biskupů Slovenska.

## Zasvěcený život
V řeckokatolické církvi na Slovensku působí dva mužské a tři ženské řeholní řády. Řád svatého Basila Velkého (baziliáni - vasiliáni) je východní mnišský řád, který je založen na pravidlech sv. Basila Velkého z druhé poloviny 4. století. Dnes na Slovensku vykonává zejména apoštolskou a pastorační práci. Baziliáni mají monastýr v Krásném Brode, v Bukové hôrce, v Prešově a v Trebišově. Druhý řád - Kongregaci Nejsvětějšího Vykupitele (redemptoristé) založil roku 1723 sv. Alfons z Ligouri. Na Slovensku byla v roce 1921 vytvořena jeho východní větev. Redemptoristé konají misie na Slovensku i v Podkarpatské Rusi, organizují pravidelná duchovní cvičení pro rodiny a mládež.
Řád sester sv. Basila Velkého založila sestra sv. Basila Velkého sv. Makrína. Baziliánky pracují ve výchovné sféře - spravují Střední zdravotnickou školu svatého Basila Velkého v Prešově, pracují v sociálních ústavech, organizují letní duchovní setkání mládeže. Kongregace sester služebnic Neposkvrněné Panny Marie byla založena v roce 1892. Jejími zakladateli jsou baziliáni Jeremiáš Lomnický, Cyril Selecký a Jozefáta Michaela Hordaševská. Charismatem této kongregace je „sloužit lidem tam, kde je to nejvíce potřebné". Cílem činnosti kongregace je výchova dětí a mládeže, pomoc starým, nemocným a opuštěným. Na Slovensku působí i redemptoristky byzantského obřadu. Monastýr mají v Lomnici u Vranova nad Topľou. Jejich posláním je život modlitby (jedná se o kontemplativní řeholi).

## Svatí a blahoslavení
K významným světcům nejstaršího období na území Slovenska patří svatí sedmipočetníci a přepodobný Mojsej Uhrín. Další světci pocházejí z období komunistického pronásledování řeckokatolické církve. Papež Jan Pavel II. prohlásil za blahoslavené: biskupa Pavla Petra Gojdiče, řeholníka Metoděje Dominika Trčku, kteří zemřeli mučednickou smrtí v komunistickém vězení, a biskupa Vasila Hopku. K příležitosti 7. výročí vzniku Slovenské republiky bylo na návrh Vlády SR biskupu Pavlovi Petrovi Gojdičovi uděleno státní vyznamenání Pribinův kříž I. třídy in memoriam. 27. ledna 2008 mu bylo uděleno i nejvyšší státní vyznamenání udělované lidem nežidovského původu Spravedlivý mezi národy za záchranu Židů během holokaustu. Na Ukrajině byl blahořečen mukačevský biskup Teodor Romža, pod jehož správu patřil i jižní (dolní) Zemplín.

## Poutní místa
Mezi nejznámější řeckokatolická poutní místa na Slovensku patří např. Ľutina, Klokočov, Krásny Brod, Buková hôrka, Šašová, Čirč, Rafajovce, Litmanová. V roce 2010 byly chrámy Narození Přesvaté Bohorodičky v Žilině, litmanovská hora Zvir a poutnické místo v Ľutině poutem duchovního příbuzenství svázány s bazilikou Santa Maria Maggiore v Římě. Chrámu Zesnutí Přesvaté Bohorodičky v Ľutině a chrámu Sestoupení Svatého Ducha v Michalovcích byl udělen titul basilica minor. V zahraničí jsou známými poutními místy například Máriapócs v Maďarsku a Svatouspenská univská lávra na Ukrajině, kam putuje spoustu slovenských řeckých katolíků.

## Další aktivity
Oficiálním časopisem je řeckokatolický časopis Slovo, který vychází v Prešově. Kromě něj vychází i časopisy Misionár a Blahovistnik. Publikační činnosti se věnuje např. vydavatelství Spolku sv. Cyrila a Metoděje Byzant v Košicích a redemptoristické vydavatelství Misionár. V Prešově má církev teologickou fakultu a kněžský seminář. Řeckokatolická církev má i několik církevních škol. Pro pomoc potřebným provozuje charitu v Prešově a Košicích, provozuje i řeckokatolické centrum pro mladé Bárka v Jurskové Voli a centrum pro rodinu v Sigordě. Práci s Romy se věnuje pastorační centrum Romů v Čičavě. Slovenští řeckokatolíci používají pozdrav Slava Isusu Christu! - Slava i vo viki! V období svátku Velikonoc se však používá Christos voskrese! - Voistinu voskrese! a v období svátku Narození Ježíše Krista se zdraví Christos raždajetsja! - Slavite jeho!